# Esgaroth
Esgaroth é uma cidade que pertence ao mundo fictício representado nos livros de J. R. R. Tolkien O Hobbit e O Senhor dos Anéis.
Também conhecida como "Cidade do Lago", Esgaroth era uma cidade de Homens da Terceira Era, localizada a nordeste da Floresta das Trevas e ao Sul da Montanha Solitária.
A cidade foi construída em cima do lago sobre enormes estacas feitas de troncos de árvores, e conectada à terra por uma ponte de madeira. Por se situar logo ao sul do Reino-Anão de Erebor, e a jusante dos elfos silvanos, os Homens do Lago se tornaram ricos comerciantes.
No ano de 2770, o comércio com o reino de Erebor foi interrompido quando o dragão Smaug tomou posse da montanha. Esgaroth sobreviveu, apesar da cidade vizinha de Valle ter sido completamente destruída. Em 2941, Smaug desceu com grande fúria e incinerou Esgaroth, porém depois da morte do dragão a cidade é reconstruída com a ajuda do ouro conseguido com os anões da montanha solitária.
Na adaptação cinematográfica O Hobbit de Peter Jackson, Stephen Fry atua no papel do Mestre da Cidade do Lago em The Hobbit: The Desolation of Smaug, de 2013 e fazendo uma rápida participação no filme seguinte, The Battle of Five Armies de 2014.

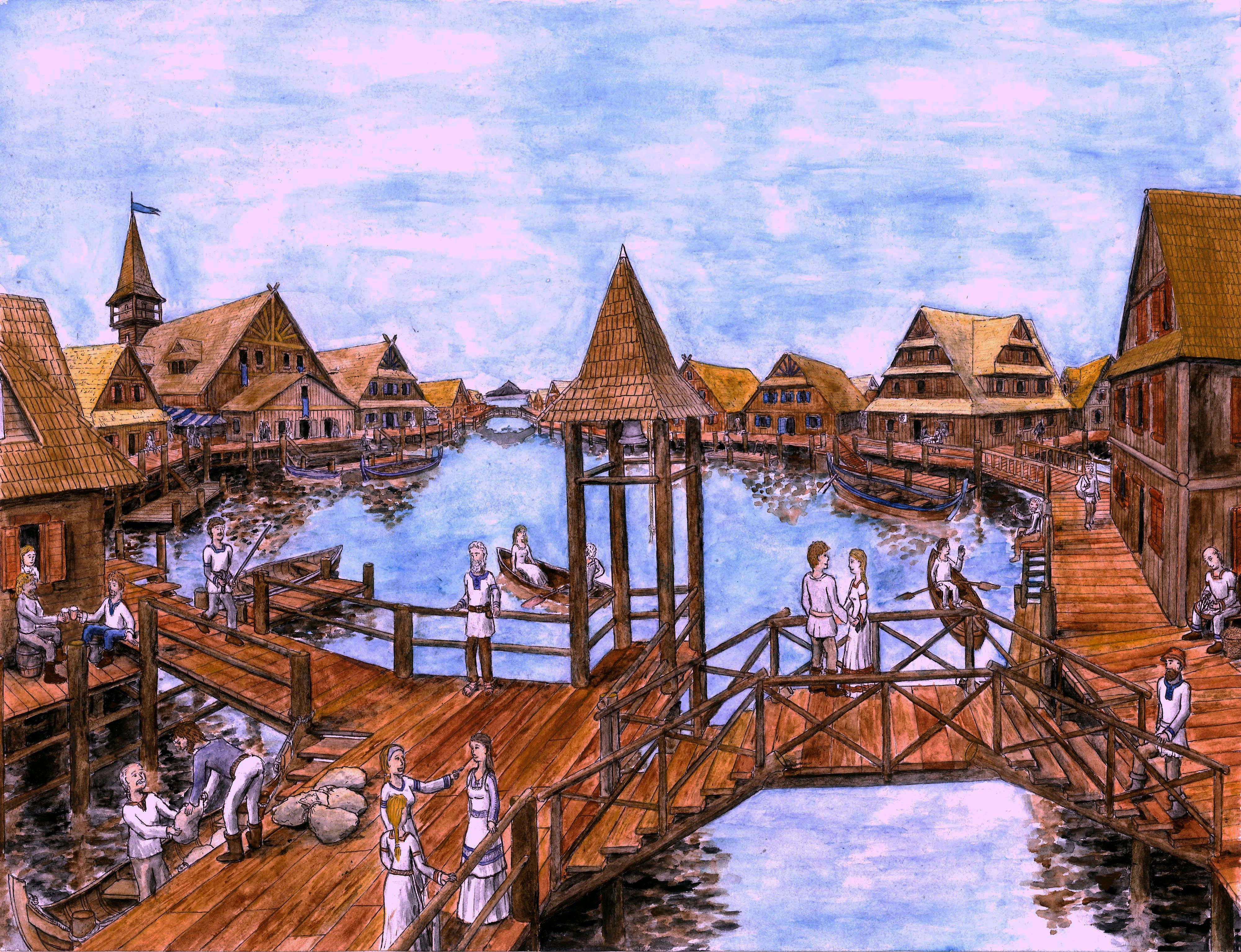
Esgaroth